# Reiko Tosa

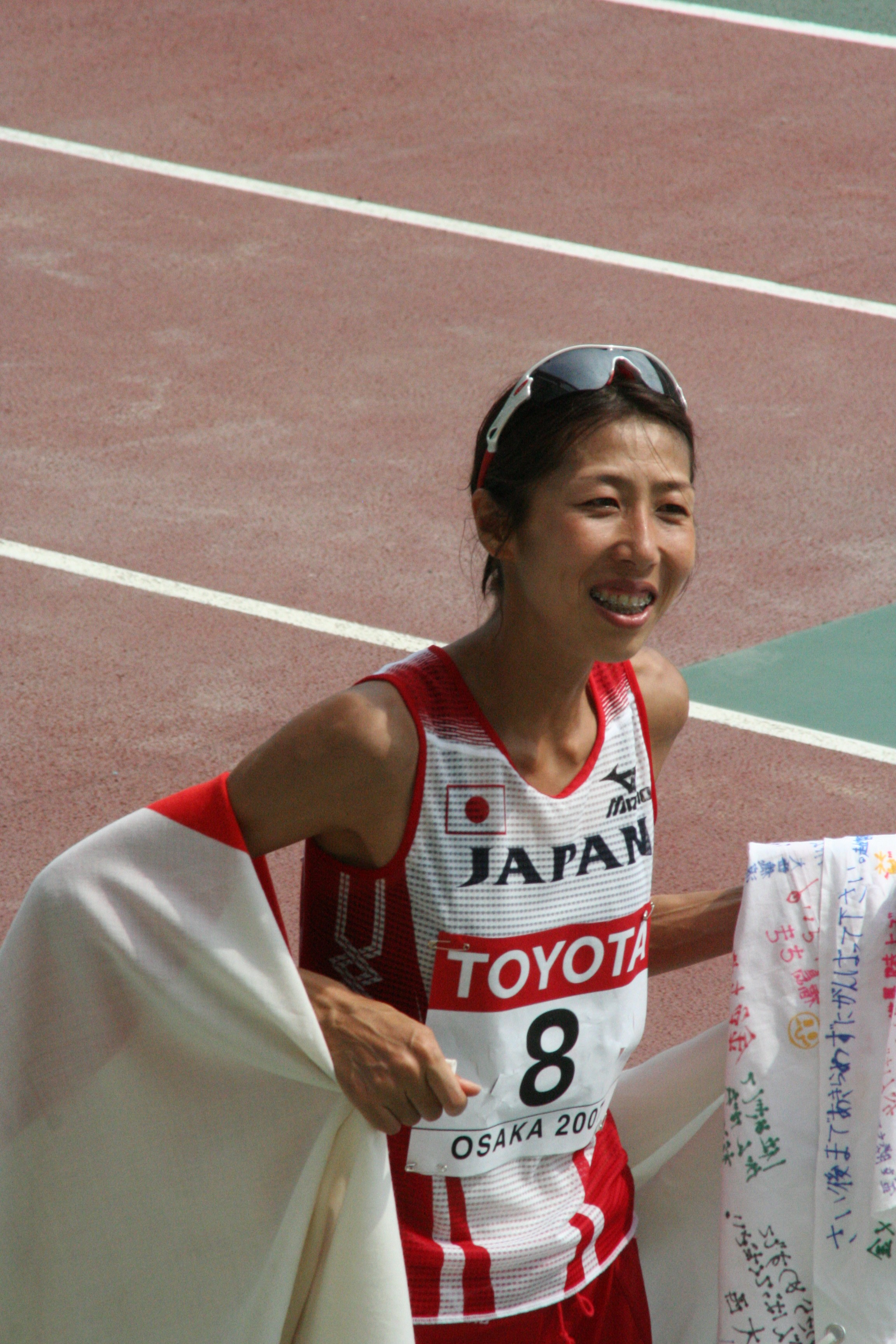
Reiko Tosa, 2007

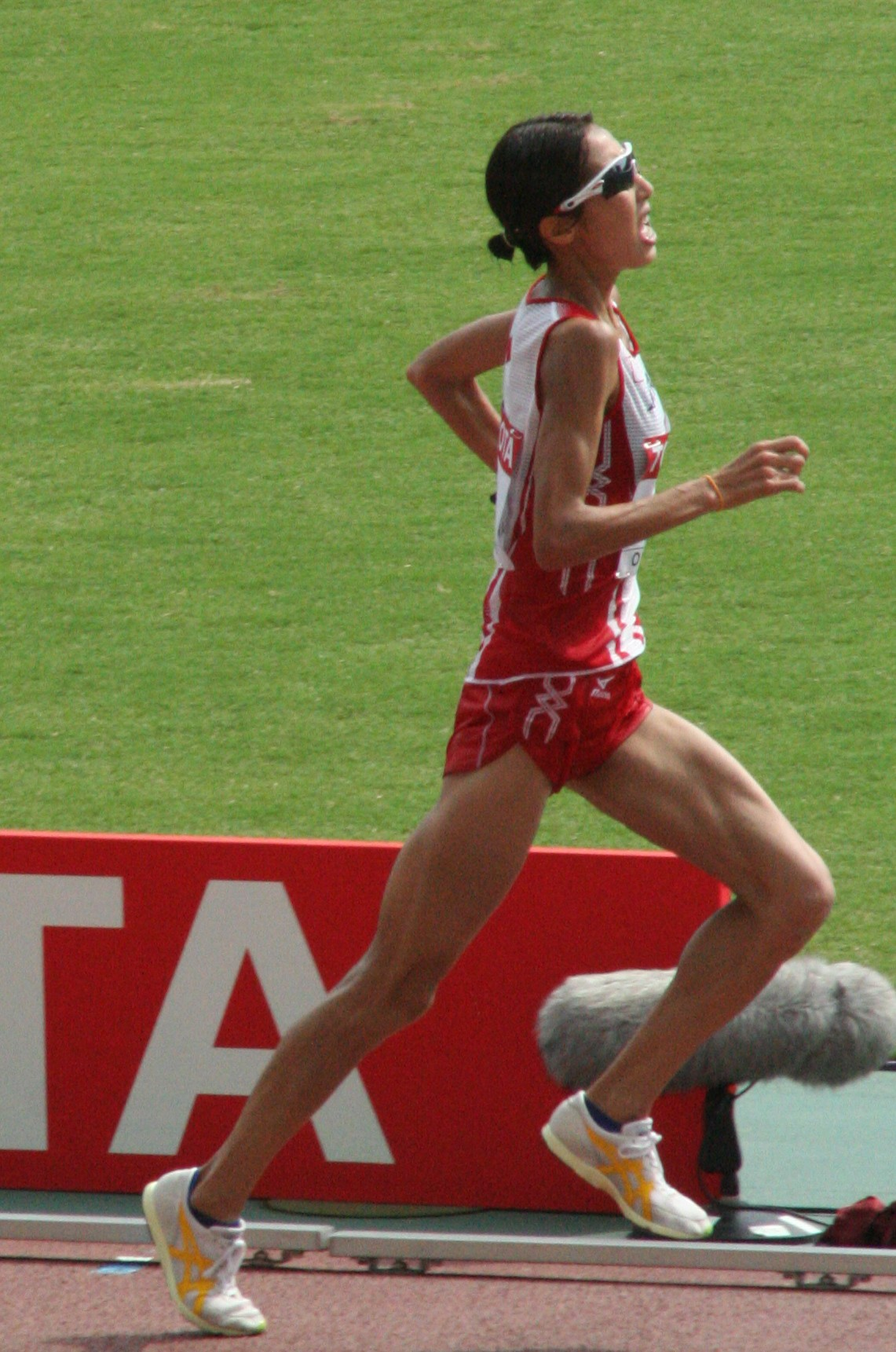
Reiko Tosa

Reiko Tosa (japanisch 土佐 礼子 Tosa Reiko; * 11. Juni 1976 in Matsuyama) ist eine japanische Langstreckenläuferin, die sich auf den Marathon spezialisiert hat.
1999 wurde sie bei den Halbmarathon-Weltmeisterschaften Fünfte in ihrer persönlichen Bestzeit von 1:09:36 h. 2000 wurde sie sowohl beim Nagoya-Marathon wie auch beim Tokyo International Women’s Marathon Zweite.
Im Marathon der Leichtathletik-Weltmeisterschaften 2001 in Edmonton holte sie Silber hinter Lidia Șimon (ROM) und vor Swetlana Sacharowa (RUS).
2002 stellte sie als Vierte im London-Marathon ihre persönliche Bestzeit von 2:22:46 h auf. Beim Marathon der Olympischen Sommerspiele 2004 in Athen, für den sie sich mit einem Sieg beim Nagoya-Marathon im selben Jahr qualifiziert hatte, wurde sie Fünfte.
2006 wurde sie Dritte beim Boston-Marathon und gewann den Tokyo International Women’s Marathon. Bei den Weltmeisterschaften 2007 in Osaka gewann sie Bronze Dritte hinter Catherine Ndereba (Kenia) und Zhou Chunxiu (China).
Reiko Tosa hat bei einer Größe von 1,65 m ein Wettkampfgewicht von 51 kg. Sie startet für das Team des Versicherungsunternehmens Mitsui Sumitomo.